# Antonio Banderas

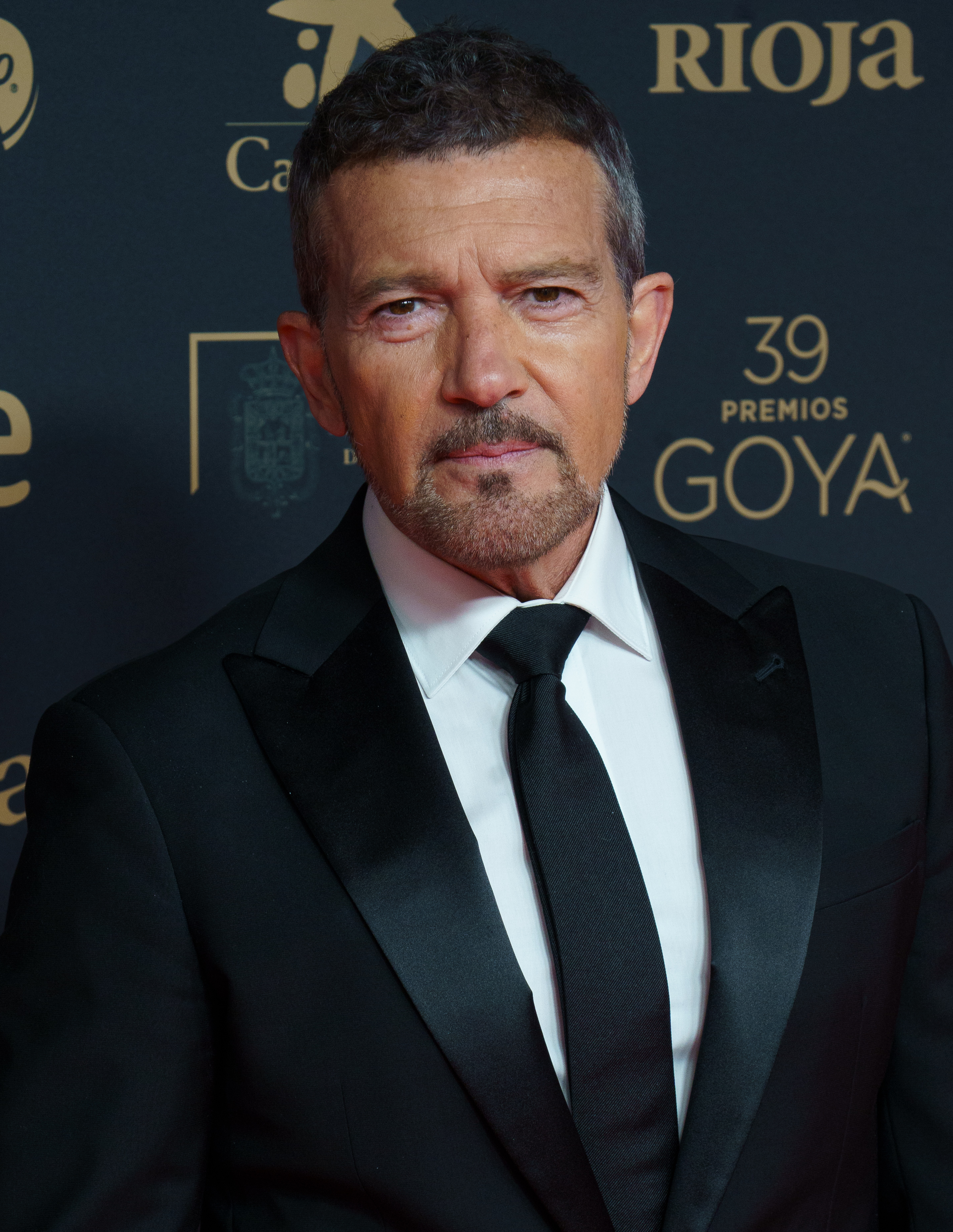
Antonio Banderas (2025)

Antonio Banderas (* 10. August 1960 in Málaga als José Antonio Domínguez Bandera) ist ein spanischer Schauspieler, der auch als Filmregisseur arbeitet.

## Leben
Antonio Banderas ist der ältere von zwei Söhnen des Polizisten José Domínguez Prieto (1920–2008) und der Lehrerin Ana Bandera Gallego (1933–2017). Er wollte Fußballer werden, erlitt aber im Alter von vierzehn Jahren eine Beinverletzung. Stattdessen begann Banderas zu schauspielern, was bald seine neue Leidenschaft wurde. Nach einer Schauspielausbildung an der Málagaer Schauspielschule ESAD spielte er zunächst an verschiedenen Bühnen in Madrid. Er spielte in einigen nationalen Film- und Fernsehproduktionen, darunter sechs Mal unter der Regie von Pedro Almodóvar, beginnend mit Labyrinth der Leidenschaften aus dem Jahr 1982 bis zunächst 1992 in Fessle mich!. Dem Nachnamen seiner Mutter, Bandera („Flagge“), fügte er nach eigenen Angaben für den Abspann seines ersten Films Labyrinth der Leidenschaften (1982) ein „s“ aus politischen Motiven hinzu, um neben der spanischen Nationalflagge auch Katalonien, das Baskenland und Andalusien – seine Herkunftsregionen – anzuerkennen.

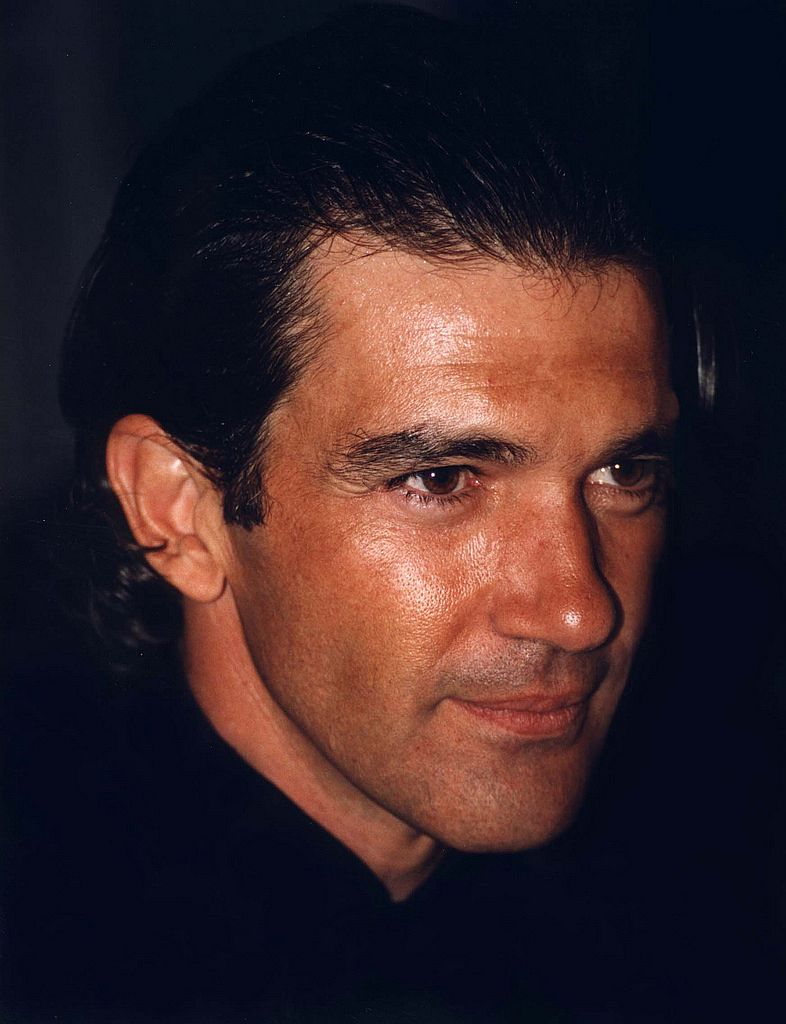
Antonio Banderas (1997)

Im Jahr 1992 hatte er eine Hauptrolle im Film Mambo Kings und siedelte danach in die Vereinigten Staaten über. Er hatte daraufhin Hauptrollen in erfolgreichen Filmen wie Philadelphia, Interview mit einem Vampir, Desperado, Assassins – Die Killer, Evita, Die Maske des Zorro, Der 13te Krieger und Spy Kids. 1999 inszenierte er sein Debüt als Filmregisseur mit Verrückt in Alabama mit Melanie Griffith.
2003 spielte er erfolgreich am Broadway in dem Musical Nine an der Seite von Chita Rivera, wofür er eine Nominierung für den Tony Award erhielt. Sein zweites Werk als Regisseur, El camino de los ingleses, eine Geschichte über das Heranwachsen in den 1970er Jahren, war 2007 auf der Berlinale zu sehen.
2011 war Banderas in der Romanverfilmung Die Haut, in der ich wohne das erste Mal seit 18 Jahren in einem Film von Pedro Almodóvar zu sehen, dem acht Jahre später eine weitere gemeinsame Produktion folgte.
Banderas wurde 2010 „Goodwill“-Botschafter bei den Vereinten Nationen, dem Entwicklungsprogramm der Vereinten Nationen für Kampagnen gegen die Armut, für den Umweltschutz und die Sicherung von Frauenrechten.
Im Jahr 2018 war er in der National-Geographic-Serie Genius als Pablo Picasso zu sehen, wofür er eine Nominierung für den Emmy erhielt. 2020 brachte ihm die Hauptrolle des gealterten Filmregisseurs Salvador Mallo in Pedro Almodóvars Spielfilm Leid und Herrlichkeit den Goya als bester Hauptdarsteller und Nominierungen für den Oscar und den Golden Globe ein.

## Sonstiges
Auf der Liste der „sexiest film stars“ des Empire-Magazins belegte er 1995 den 24. Platz, und 1996 wurde er vom US-amerikanischen People-Magazins unter die „50 most beautiful people in the world“ gewählt.
Am 18. Oktober 2005 durfte Antonio Banderas seinen eigenen Stern (Nummer 2294) auf dem Hollywood Walk of Fame enthüllen.
Banderas’ deutsche Synchronstimme stammt üblicherweise von Bernd Vollbrecht.

## Privates
Von 1988 bis 1996 war er mit Ana Leza verheiratet. Nach seiner Scheidung heiratete er im Mai 1996 die US-Schauspielerin Melanie Griffith, mit der er eine gemeinsame Tochter hat. Griffith trennte sich im Frühjahr 2014 von ihm und reichte im Sommer 2014 die Scheidung ein. Seit Dezember 2015 ist die Scheidung rechtskräftig. Bereits seit Ende 2014 ist er mit der 20 Jahre jüngeren deutsch-niederländischen Anlageberaterin Nicole Kimpel liiert.
Am 26. Januar 2017 erlitt Banderas einen Herzinfarkt, woraufhin ihm in einem Schweizer Krankenhaus drei Stents eingesetzt wurden.

## Filmografie (Auswahl)
- 1982: Labyrinth der Leidenschaften (Laberinto de pasiones)
- 1984: Der Fall Almeria (El caso Almería)
- 1984: Zeit der Illusion (Los zancos)
- 1986: Matador
- 1986: 27 Stunden (27 horas)
- 1987: Das Gesetz der Begierde (La ley del deseo)
- 1988: Frauen am Rande des Nervenzusammenbruchs (Mujeres al borde de un ataque de nervios)
- 1988: Sie töten aus Lust (El placer de matar)
- 1988: Baton Rouge – Tödliche Therapie (Baton Rouge)
- 1989: Si te dicen que caí
- 1989: La Blanca Paloma – Die weiße Taube (La blanca paloma)
- 1990: In Bed with Madonna (Madonna: Truth or Dare)
- 1990: Fessle mich! (¡Átame!)
- 1991: Terra Nova
- 1992: Mambo Kings (The Mambo Kings)
- 1993: ¡Dispara!
- 1993: Das Geisterhaus (The House of the Spirits)
- 1993: Philadelphia
- 1993: Il giovane Mussolini (TV-Dreiteiler)
- 1994: Interview mit einem Vampir (Interview with the Vampire)
- 1994: Von Liebe und Schatten (Of Love and Shadows)
- 1995: Desperado
- 1995: Miami Rhapsody
- 1995: Four Rooms
- 1995: Assassins – Die Killer (Assassins)
- 1995: Never Talk To Strangers – Spiel mit dem Feuer (Never Talk to Strangers)
- 1995: Two Much – Eine Blondine zuviel (Two Much)
- 1996: Evita
- 1998: Die Maske des Zorro (The Mask of Zorro)
- 1999: Der 13te Krieger (The 13th Warrior)
- 1999: Knocked Out – Eine schlagkräftige Freundschaft (Play It to the Bone)
- 2001: The Body (Das geheimnisvolle Grab)
- 2001: Spy Kids
- 2001: Original Sin
- 2002: Femme Fatale
- 2002: Spy Kids 2 – Die Rückkehr der Superspione (Spy Kids 2: Island of Lost Dreams)
- 2002: Frida
- 2002: Ballistic (Ballistic: Ecks vs. Sever)
- 2003: Mission 3D (Spy Kids 3-D: Game Over)
- 2003: Irgendwann in Mexico (Once Upon a Time in Mexico)
- 2003: Pancho Villa – Mexican Outlaw (And Starring Pancho Villa as Himself)
- 2003: Verschleppt (Imagining Argentina)
- 2004: Shrek 2 – Der tollkühne Held kehrt zurück (Shrek 2) (Stimme)
- 2005: Die Legende des Zorro (The Legend of Zorro)
- 2006/2008: Buenafuente (TV-Serie, zwei Folgen)
- 2006: Dance! Jeder Traum beginnt mit dem ersten Schritt (Take the Lead)
- 2006: Bordertown
- 2007: Shrek der Dritte (Shrek the Third) (Stimme)
- 2008: Lauschangriff – My Mom’s New Boyfriend (My Mom’s New Boyfriend)
- 2008: Der Andere (The Other Man)
- 2009: The Code – Vertraue keinem Dieb (Thick as Thieves)
- 2010: Er-Shrek dich nicht! (Scared Shrekless) (Kurzfilm, Stimme)
- 2010: Donkey’s Christmas Shrektacular (Kurzfilm, Stimme)
- 2010: Für immer Shrek (Shrek Forever After) (Stimme)
- 2010: Ich sehe den Mann deiner Träume (You Will Meet a Tall Dark Stranger)
- 2011: Die Haut, in der ich wohne (La piel que habito)
- 2011: Der gestiefelte Kater (Puss in Boots) (Stimme)
- 2011: The Big Bang
- 2011: Black Gold
- 2011: Haywire
- 2011: Spy Kids – Alle Zeit der Welt (Spy Kids: All the Time in the World) (Stimme)
- 2012: Puss in Boots: The Three Diablos (Kurzfilm, Stimme)
- 2012: Ruby Sparks – Meine fabelhafte Freundin (Ruby Sparks)
- 2013: Fliegende Liebende (Los amantes pasajeros)
- 2013: Machete Kills
- 2013: Justin – Völlig verrittert! (Justin and the Knights of Valour) (Stimme)
- 2014: The Expendables 3
- 2014: Automata
- 2015: Knight of Cups
- 2015: SpongeBob Schwammkopf 3D (The SpongeBob Movie: Sponge Out of Water)
- 2015: 69 Tage Hoffnung (The 33)
- 2017: Security
- 2017: Black Butterfly – Der Mörder in mir (Black Butterfly)
- 2017: Pfad der Rache (Acts of Vengeance)
- 2017: Gun Shy
- 2017: Bullet Head
- 2017: The Music of Silence (La musica del silenzio)
- 2018: Jenseits der Realität (Za granyu realnosti/За гранью реальности)
- 2018: So ist das Leben – Life Itself (Life Itself)
- 2018: Genius (TV-Serie, zehn Folgen)
- 2019: Leid und Herrlichkeit (Dolor y gloria)
- 2019: Die Geldwäscherei (The Laundromat)
- 2020: Die fantastische Reise des Dr. Dolittle (Dolittle)
- 2021: Killer’s Bodyguard 2 (The Hitman’s Wife’s Bodyguard)
- 2021: Der beste Film aller Zeiten
- 2022: Uncharted
- 2022: The Enforcer
- 2022: Der gestiefelte Kater: Der letzte Wunsch (Puss in Boots: The Last Wish) (Stimme)
- 2022: Code Name Banshee
- 2023: Indiana Jones und das Rad des Schicksals (Indiana Jones and the Dial of Destiny)
- 2023: Journey to Bethlehem
- 2024: The Last Girl (Cult Killer)
- 2024: The Clean Up Crew
- 2024: Babygirl
- 2024: Paddington in Peru

## Auszeichnungen (Auswahl)
Goya

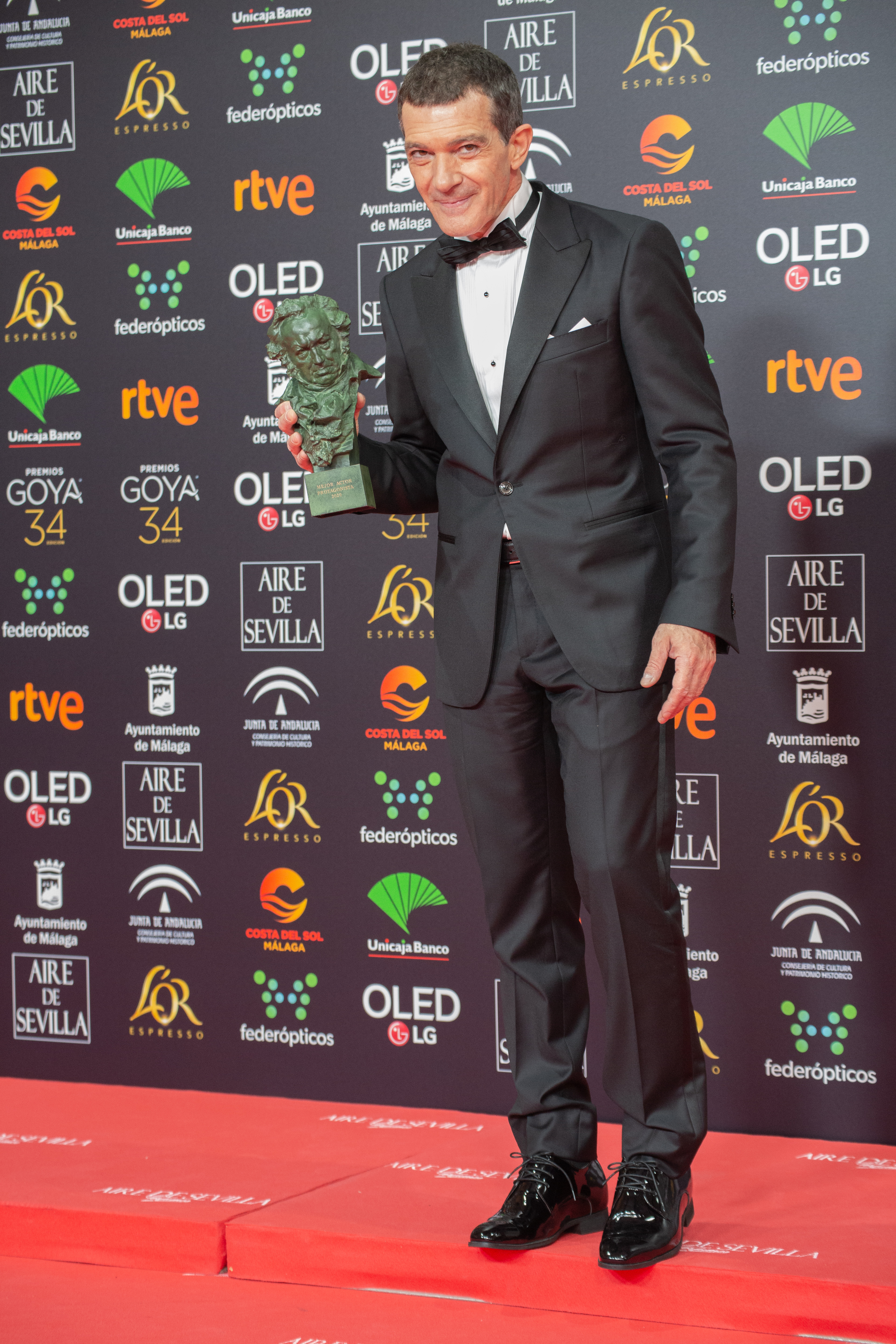
Antonio Banderas bei der Verleihung des Goya 2020

- 1987: Nominierung in der Kategorie Bester Nebendarsteller für Matador
- 1991: Nominierung in der Kategorie Bester Hauptdarsteller für Fessle mich!
- 1997: Nominierung in der Kategorie Bester Hauptdarsteller für Two Much – Eine Blondine zuviel
- 2012: Nominierung in der Kategorie Bester Hauptdarsteller für Die Haut, in der ich wohne
- 2015: Ehrenpreis für sein Lebenswerk
- 2020: Bester Hauptdarsteller für Leid und Herrlichkeit

Oscar
- 2020: Nominierung in der Kategorie Bester Hauptdarsteller für Leid und Herrlichkeit

ALMA Award
- 1999: Bester Hauptdarsteller für Die Maske des Zorro
- 2000: Bester Hauptdarsteller für Der 13te Krieger
- 2000: Bester Regisseur für Verrückt in Alabama
- 2002: Nominierung in der Kategorie Bester Hauptdarsteller für Spy Kids
- 2002: Anthony Quinn Award
- 2011: Beliebtester Filmschauspieler für Ich sehe den Mann deiner Träume

Emmy
- 2004: Nominierung in der Kategorie Bester Hauptdarsteller in einer Miniserie oder einem Fernsehfilm für Pancho Villa – Mexican Outlaw
- 2018: Nominierung in der Kategorie Bester Hauptdarsteller in einer Miniserie oder einem Fernsehfilm für Genius

Europäischer Filmpreis
- 1998: Jameson-Publikumspreis in der Kategorie Bester Darsteller für Die Maske des Zorro
- 1999: Beste europäische Leistung im Weltkino für Verrückt in Alabama
- 2019: Bester Darsteller für Leid und Herrlichkeit

Golden Globe
- 1997: Nominierung in der Kategorie Bester Hauptdarsteller – Komödie oder Musical für Evita
- 1999: Nominierung in der Kategorie Bester Hauptdarsteller – Komödie oder Musical für Die Maske des Zorro
- 2004: Nominierung in der Kategorie Bester Hauptdarsteller – Mini-Serie oder TV-Film für Pancho Villa – Mexican Outlaw
- 2019: Nominierung in der Kategorie Bester Hauptdarsteller – Mini-Serie oder TV-Film für Genius
- 2020: Nominierung in der Kategorie Bester Hauptdarsteller – Drama für Leid und Herrlichkeit

Weitere
- 1989: Bester Darsteller bei der Semana Internacional de Cine de Valladolid für La blanca paloma
- 1995: Golden Apple Award (Entdeckung des Jahres)
- 1999: Nominierung für den Goldenen Löwen bei den Internationalen Filmfestspielen von Venedig für Verrückt in Alabama
- 2008: Donostia-Preis beim Internationalen Filmfestival von San Sebastián für sein Lebenswerk
- 2014: Ehrenpreis beim Sitges Film Festival
- 2019: Bester Darsteller bei den Internationalen Filmfestspielen von Cannes für Leid und Herrlichkeit
- 2019: New York Film Critics Circle Award in der Kategorie Bester Hauptdarsteller für Leid und Herrlichkeit
- 2019: Nominierung für den Los Angeles Film Critics Association Award in der Kategorie Bester Hauptdarsteller für Leid und Herrlichkeit
- 2019: Nominierung für den Satellite Award in der Kategorie Bester Hauptdarsteller – Drama für Leid und Herrlichkeit
- 2019: Nominierung für den Screen Actors Guild Award in der Kategorie Bester Darsteller in einem Fernsehfilm oder Miniserie für Genius
- 2019: CineMerit Award beim Filmfest München[7]
- 2020: National Society of Film Critics Award in der Kategorie Bester Hauptdarsteller für Leid und Herrlichkeit
- 2020: Nominierung für den London Critics’ Circle Film Award in der Kategorie Bester Hauptdarsteller für Leid und Herrlichkeit